# 王无能
王無能（1892年—1933年11月22日），本名王念祖，小名阿奎以及阿魁，江苏苏州人，独脚戏创始人。

## 生平
王無能生於吳縣，自幼丧父，王無能母亲是一位苏绣女工，王無能由其母親撫養成人。王無能1905年來到上海，曾在上海公平洋行当过杂役，在英华烟草公司當服務員，會一點洋泾浜英文。他還會十多門方言。1907年在上海进入專門演出文明戲的“二警社”，成为文明戏演员。1914年转入苏州“民兴社”，专演丑角。此時王無能常在文明戏中加入笑料。他受邀為江苏都督程德全夫人表演時一人单独演出，他在表演時說方言、讲笑话，沒想到這種形式的表演受到觀眾認可，於是他此後多次單獨一人上台表演，並形成了独脚戏的雏形。
1920年，他重返上海，他在表演文明戏的同時，正式將獨自演出的節目稱為独脚戏，他在表演獨角戲時說上海方音，主要节目有《哭妙根笃爷》、《常熟珠帘寨》、《外国朱砂痣》、《炒什锦》、《马浪荡卖衣裳》、《广东上海话》、《宁波空城计》、《各地堂倌》等。後來他放棄了文明戏，專門表演獨角戲。之後又与钱无量搭档，将獨角戲原本由一个人表演的形式，发展为通常由两个人表演的形式。江笑笑和刘春山也與王无能一起表演獨角戲，這三人被當时的人称为“独脚戏三大名家”。
1933年，王无能在拍摄無聲影片《到上海去》時暈倒在地，之後臥床不起，同年11月22日在上海呂宋路（今連雲路）裕慶里家中去世。墓地位於蘇州。

## 個人生活
王无能的妻子名叫周珍宝，生于1900年，是文明戏演员。1917年生有一个女儿，得名王文贞。王文贞少年时曾与王无能同台演出《苏三起解》。周珍宝小姐妹的女兒名叫顧月珍，是一名滬劇演員。王无能有学生管无灵。